# آب‌انبار و قهوه‌خانه امیرخانی
آب‌انبار و قهوه‌خانه امیرخانی مربوط به اواخر دوره قاجار است و در شهرستان گرمسار، بخش ایوانکی، شهر ایوانکی، مجاور قهوه‌خانه امیرخانی واقع شده و این اثر در تاریخ ۲۶ اسفند ۱۳۸۷ با شمارهٔ ثبت ۲۶۱۳۷ به‌عنوان یکی از آثار ملی ایران به ثبت رسیده‌است.